# 建國中學紅樓
建國中學紅樓為臺北市立建國高級中學的校舍之一為該校最早落成之建物及該校精神象徵之一。完工於1909年，若不計算兩翼教室所佔區域，現存紅樓之正面面積約為1300平方公尺，而該建物因為整體外觀呈現磚紅顏色，因此被命名為紅樓。
由紅磚與原木木材打造的建中紅樓，雖經1950年與1966年兩度大幅整修，但外貌並不失原有建築風格，且仍保留拱門，鐘樓等歷史遺跡。1970年代，台北市政府教育局本有拆除紅樓之議，後經時任建中校長黃建斌力阻，才讓此拆樓計畫打消。
1998年，台北市政府因建中紅樓之特殊性與歷史性指定為市定古蹟。2005年，建中完成紅樓整建復舊工程。

## 建中簡介

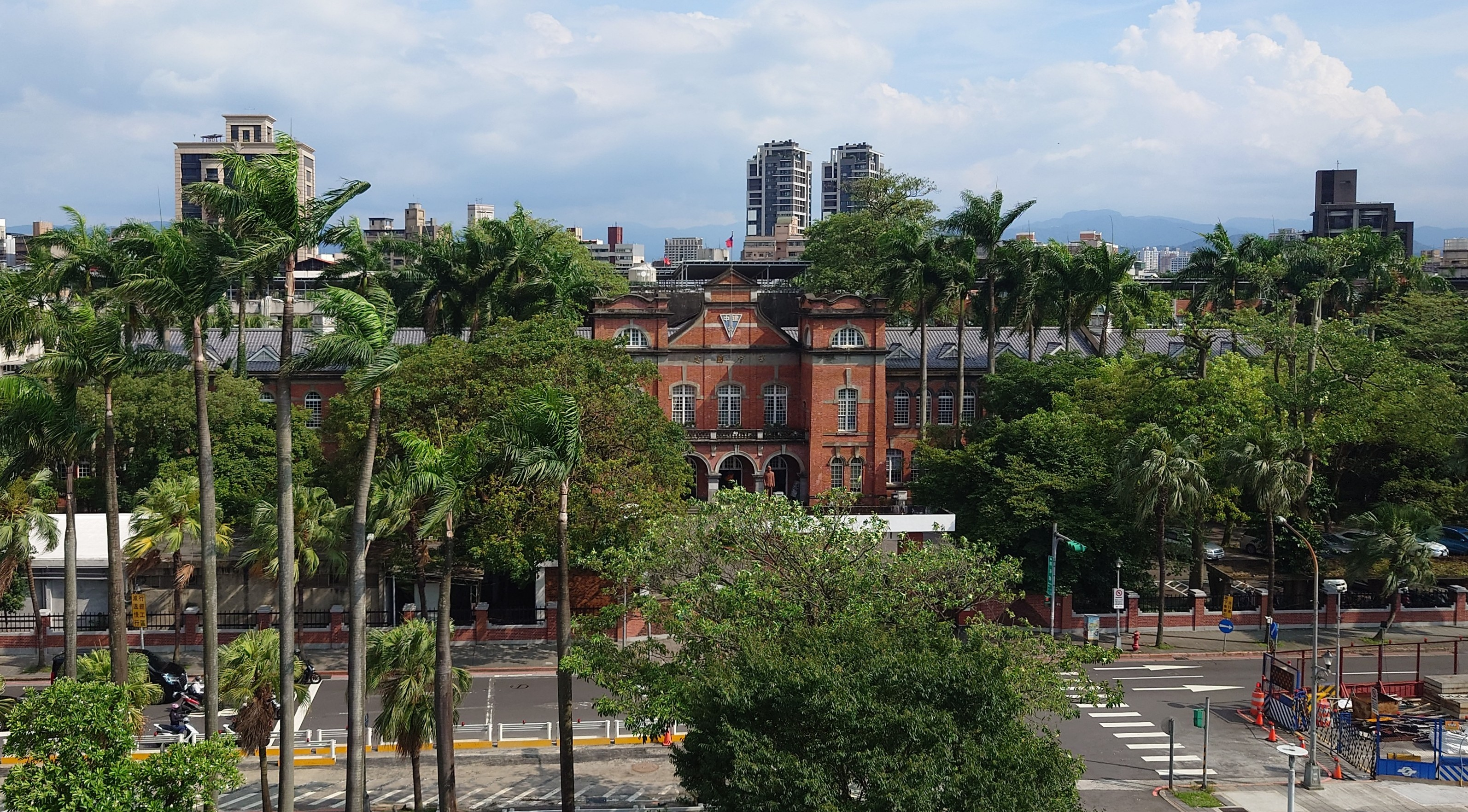
紅樓全貌

建國中學位於台北市中正區南海路上，為台灣知名高中，亦為台灣地區最早設立之官設中學，今則為台北市鮮見之男校。
該校創校於台灣日治時期初的1898年，剛成立時為臺灣總督府國語學校第四附屬學校增設尋常中等科，為專供日籍學生就讀的中等學校或侷限小學校畢業生就讀。之後該校數經更名，而於1907年仿英國伊頓公學規劃全新學制，獨立設置成台灣總督府中學校。
台灣總督府中學校分為第一部（仿伊頓公學規劃學制）及第二部（學制與日本的舊制中學校同），由於總督府不支持，第一部辦了十屆就於1921年停辦，不過辦學者沒有氣餒，1922年又辦了學制同樣是仿伊頓公學的台北高等學校。

## 建築特色

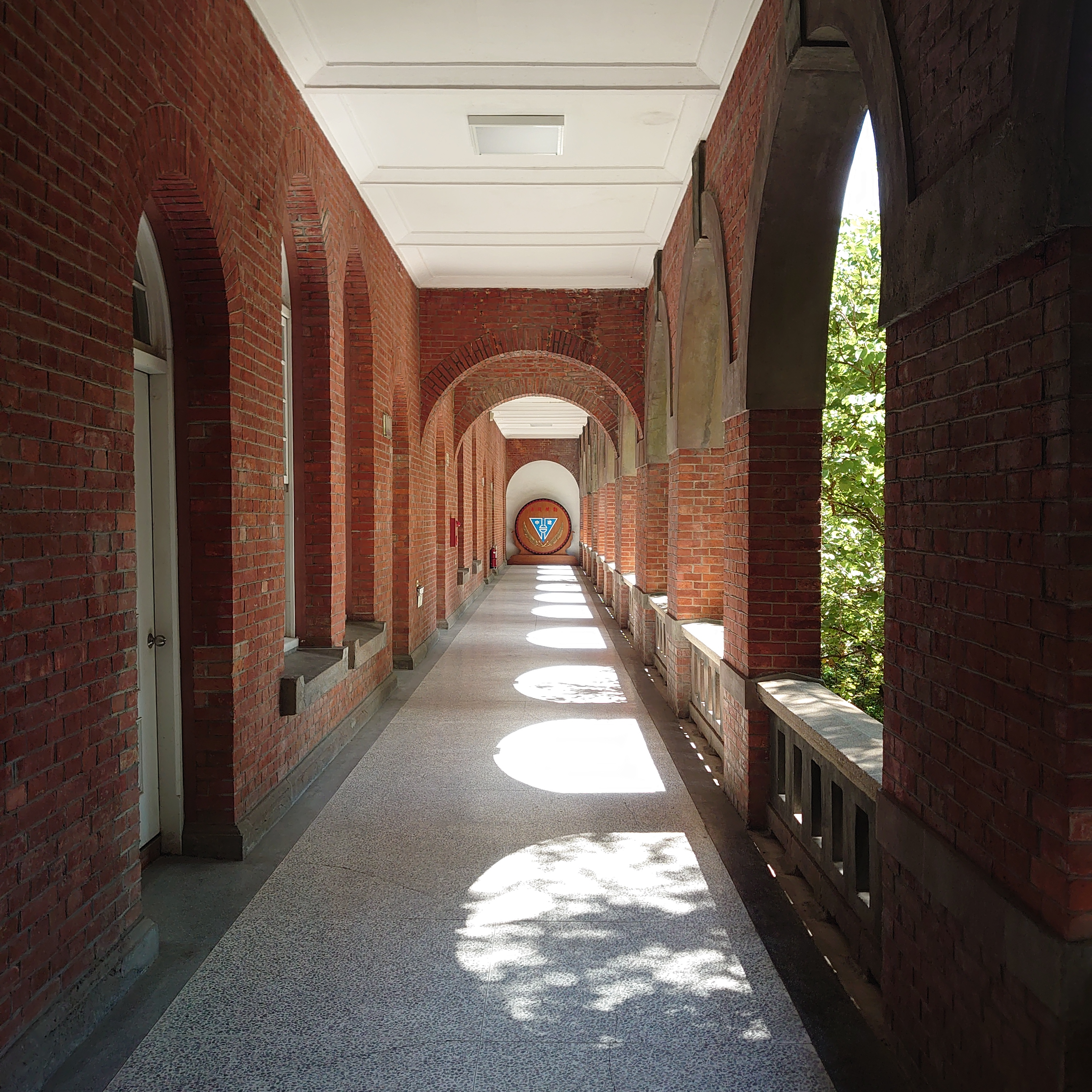
紅樓二樓東側拱廊

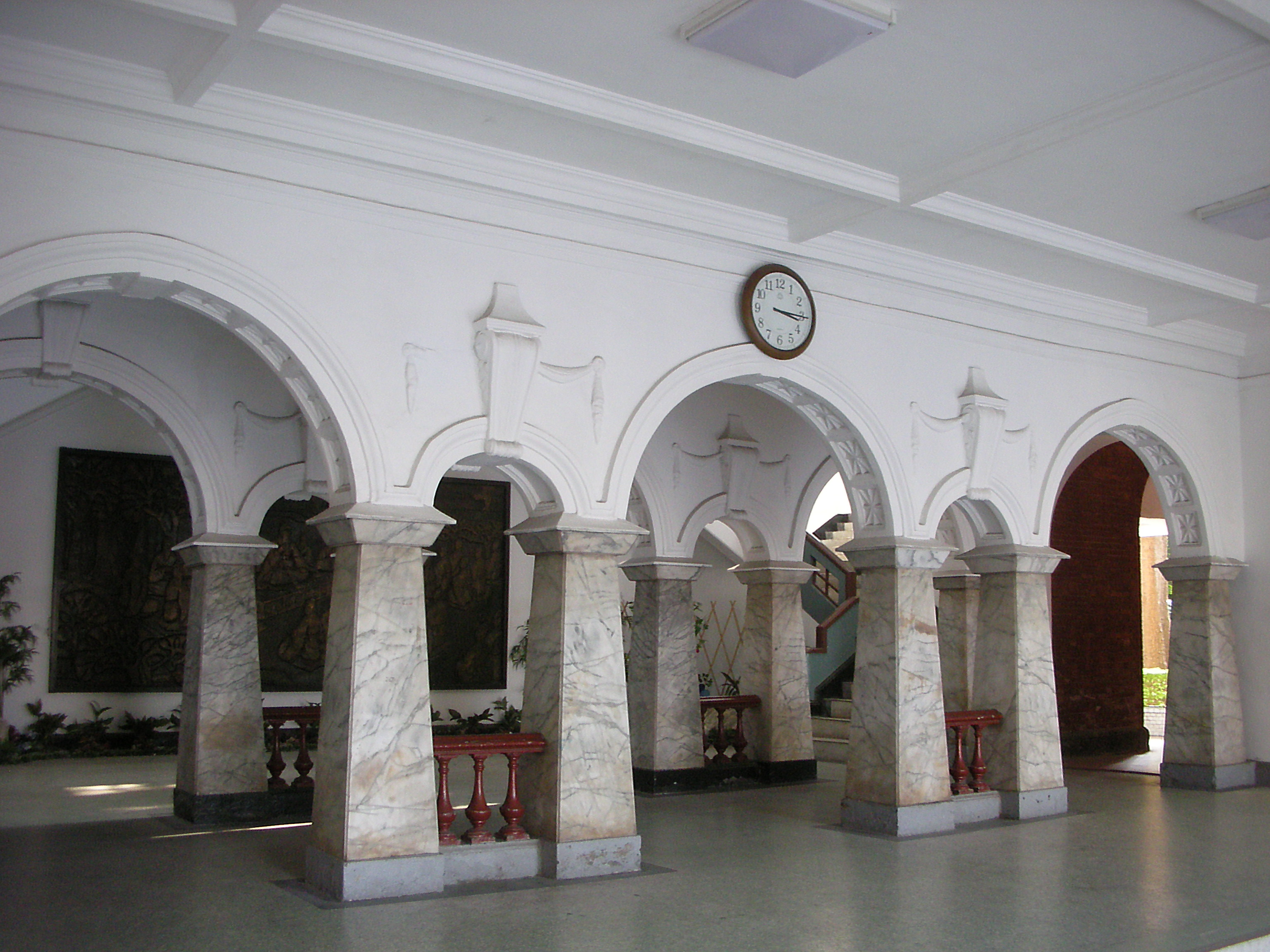
紅樓一樓中央穿堂

建國中學紅樓為任職於台灣總督府營繕部分的知名建築師近藤十郎所設計。他除了設計此建物外，也設計了臺大醫院與西門紅樓等官方建物。就風格上，三建物的赭紅設計與實用理念都顯現相同的略帶後文藝復興時代意念的現代折衷風格。縱其外觀，其主要特徵都是表面飾以紅磚，莊嚴宏偉，且鮮少華麗的飾帶裝飾。
在細部構造方面，早期紅樓由紅磚及原木木材構成，東西各延伸出相同構造組合成的兩排二樓式校舍。後經改造後，木製樑柱與屋頂，部分以其他材質取代。
此由正排面與兩翼衍生校舍組成的「ㄩ」字型紅磚校舍，以迴廊相通。迴廊外觀與窗戶則盡為相同方格的圓拱式。除了這個特色之外，建物上的天窗、樓台、鐘樓、樸實飾帶與大斜式屋頂也為其該建物的特色。

## 紅樓沿革

### 興建背景
依照新的總督府中學校的學制精神，獨立設校的中學校，校地須與其他學制分開且獨立。為了達到此要求，總督府撥出台北大加臘堡龍匣口的3500坪公地（即鼓亭龍口町一丁目，今建國中學校址）做為該新制中學校校地。
敲定校址用地後除規劃整體為「中字型」的中學校校園景觀外，也於1908年委由當時任職於台北總督府營繕課的近藤十郎設計營建該校所屬校舍。

### 初建

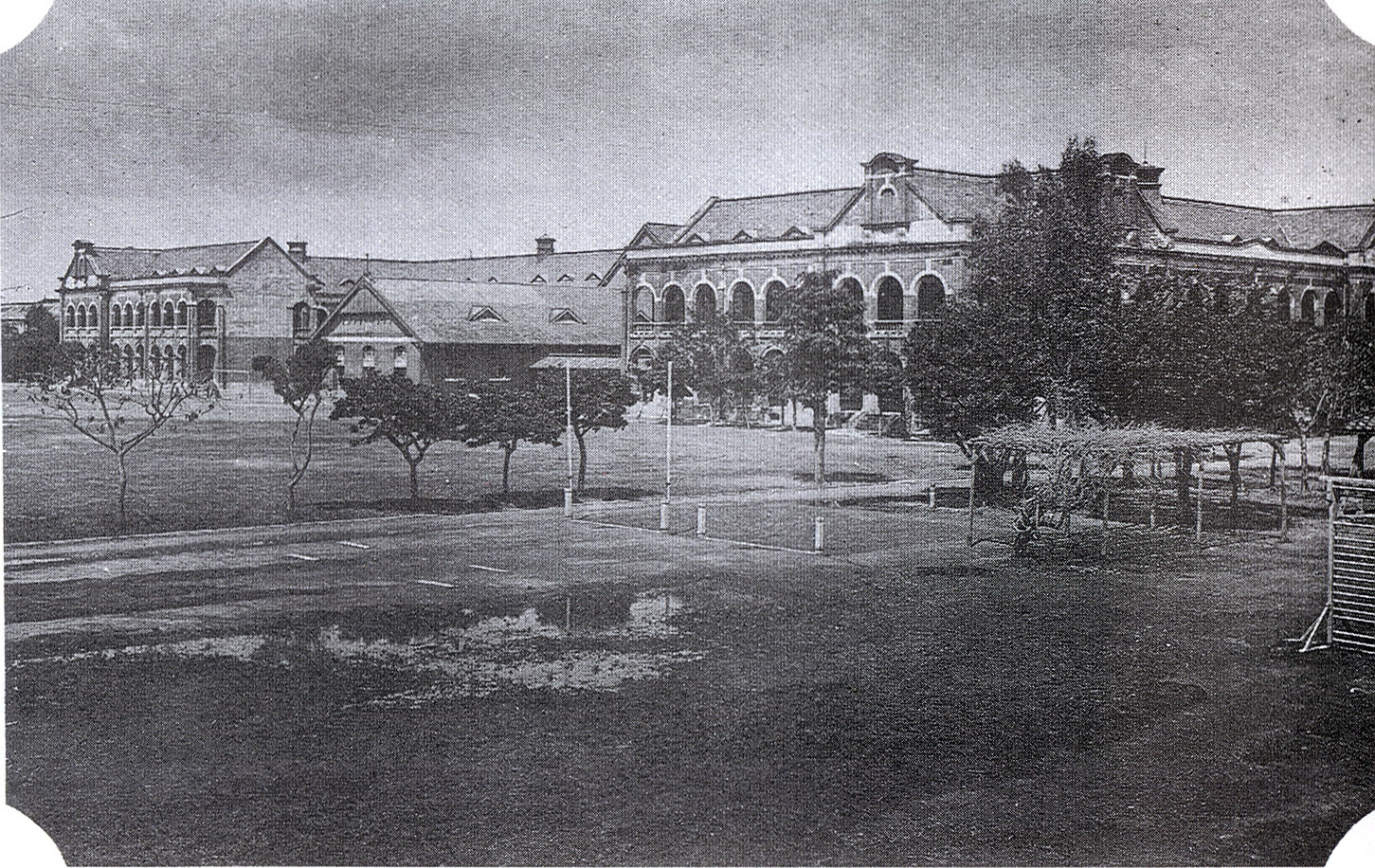
紅樓南側，可以看到尚未拆除的東半側校舍及西半側校舍

建國中學紅樓校舍於1909年初建完工時為ㄩ字型，本身由紅磚與木材（屋頂，部分樑柱）構成。狹義的紅樓，並不包含兩側伸展的教室，而是意指108公尺寬、12公尺縱深的正排面矩形磚造校舍。
1945年5月31日台北大空襲，當時盟軍一枚炸彈與兩枚燒夷彈直接命中學校，造成了紅樓大部分毀損。該毀損不但造成紅樓無法使用，也讓戰後復學的建國中學學生借用他校校舍。

### 整修擴建
經過數年整修後，紅樓於1950年修竣，並仍為該校校舍使用。1966年，則因校舍擴建，紅樓東半側校舍拆除成為今致知樓。1974年拆除紅樓西半側校舍改建成四層樓房校舍，今正誼樓。1977年拆除正面正後方的舊講堂改建成今莊敬樓。
於1970年代進行的建國中學校舍增建計畫後半段過程中，台北市政府教育局本有拆除全部紅樓，以增建建中新校舍之議，後經當時校長黃建斌力阻，才讓此拆樓計畫打消，保留了正面的紅樓排面建築。惟因整建相關設計單位忽略紅樓外觀的紅磚外飾特色，而將其外牆改以小面積的紅色磁磚丁掛貼上，此舉讓該建物的主要紅磚建築特色為之喪失。

### 古蹟復舊

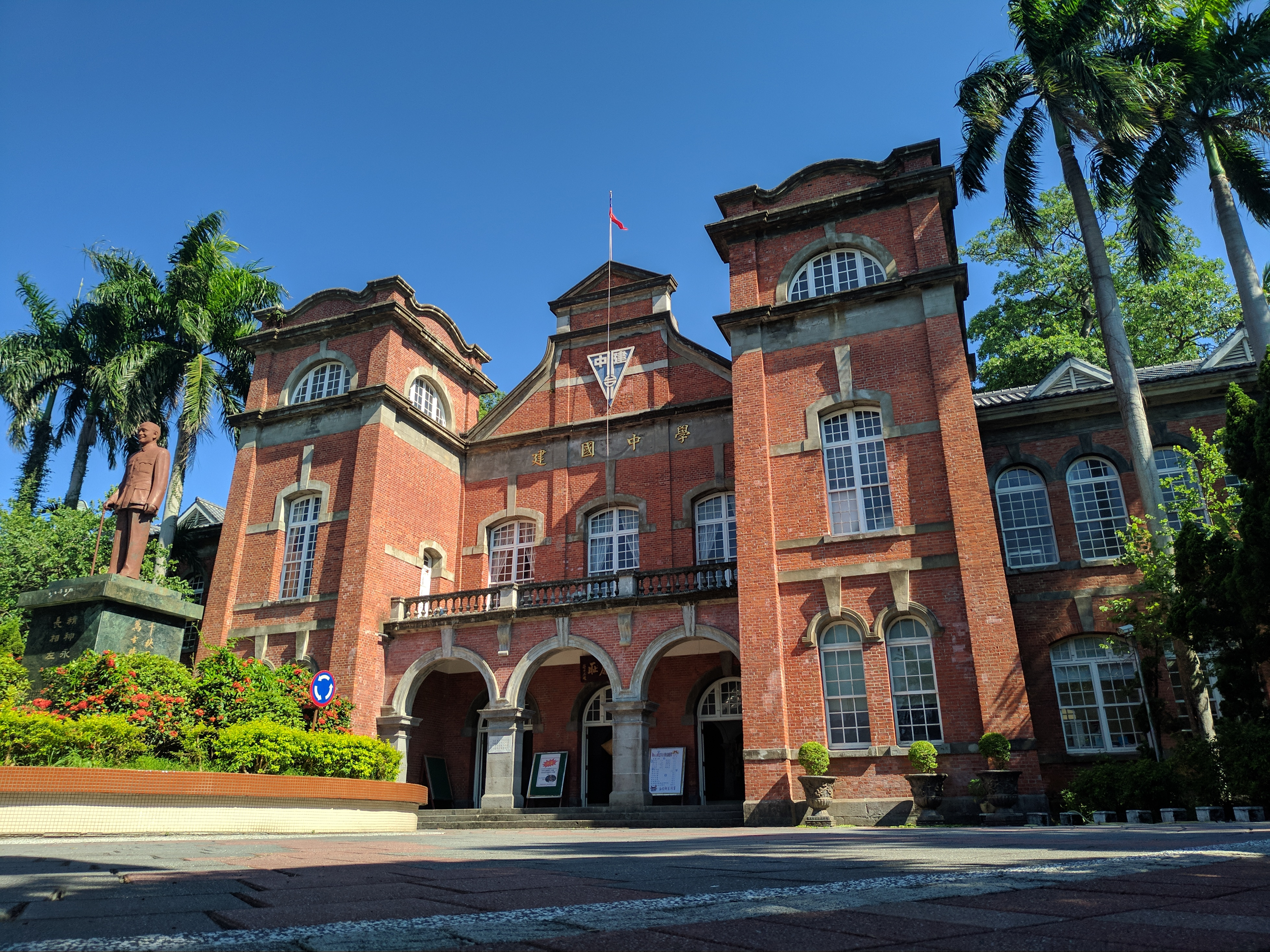
紅樓正面與蔣中正站像。

紅樓於1998年被指定為古蹟後，為復原建物本身特色並修復維修，建國中學於2003年開始對紅樓加以整建。修復工程重點除了維護年久失修的結構部分外，最大的整建重點，就是將其戰後貼上的紅色磁磚全數拆除，且恢復原有的紅磚裸露外牆風貌。該工程歷經兩年，於2005年1月完工。而今建中紅樓校舍外觀，即為此整修後的復舊原貌。不過東外牆及西外牆的紅色磁磚丁掛沒有去除，仍然留存。

## 外部連結
- 建國中學 （页面存档备份，存于）
- 台北建城120週年